# Santiagoorden
Santiagoorden (spanska: Orden de Santiago) är en kunglig spansk riddarorden, instiftad 1161 och uppkallad efter Sankt Jakob.
Orden grundades av Pedro Fernández från Fuente Encalada, ungefär samtidigt som Alcántaraorden och Montesaorden, och hade likt dessa till uppgift att strida mot morerna. Orden kallades först Riddarna av Sankt Jakob av svärdet (de spada) och bestod ursprungligen endast av riddare. 1170 slogs orden samman med korherrarna av San Loyo vid Santiago de Compostela (där Sankt Jakob anses ligga begravd) och bestod därefter av både riddare och präster. Samma år blev Ferdinand II av León ordens beskyddare.
1175 fick orden påvligt beskydd av Alexander III. Sedan 1493 har stormästarvärdigheten varit förenad med den spanska kronan. 